# Stanley Ferry Aqueduct
Stanley Ferry Aqueduct är en akvedukt i Storbritannien.   Den ligger i Wakefield och riksdelen England, i den centrala delen av landet, 260 km norr om huvudstaden London.